# Nueva ola literaria sarda

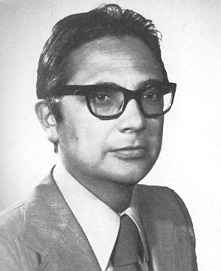
Salvatore Mannuzzu

Nueva ola literaria sarda es una definición que se utiliza para definir un conjunto de obras literarias escritas por varios autores de Cerdeña desde la década de 1980 hasta la actualidad.

## Historia
La nueva ola literaria sarda es un nombre que a menudo se utiliza para referirse a las obras literarias de autores sardos contemporáneos a partir de alrededor de los años ochenta del siglo XX. Por lo general, se les describe como un movimiento formado por los autores de novelas y otros textos (y a menudo el cine, el teatro y otras producciones artísticas), que comparten temas, géneros y estilos, además de tener principalmente Cerdeña como la ubicación de las narraciones. Estas obras se dice que forman también una especie de ficción con características derivadas principalmente, pero no exclusivamente, en el contexto y en la historia de Cerdeña.
Hoy en día la nueva literatura sarda es generalmente considerada como una de las más notables literaturas regionales de Italia, pero a veces escrita también en lenguas minoritarias dentro de la isla, es decir, en lengua sarda y en otras variedades de Cerdeña: el gallurese, el catalán de Alguer y el genovés-tabarquin de Carloforte.
La calificación de 'primavera' o de nueva ola es la definición más común: y se debe a la calidad, a la cantidad y al éxito internacional de muchas de estas obras, traducidas a muchos idiomas.
La nueva ola literaria sarda se inició, de acuerdo a una opinión compartida, por un trío formado por Giulio Angioni, Sergio Atzeni y Salvatore Mannuzzu y, a continuación, seguido por autores como Salvatore Niffoi, Alberto Capitta, Giorgio Todde, Michela Murgia, Flavio Soriga, Milena Agus, Francesco Abate y muchos otros, incluyendo un trío de escritores para niños: Bianca Pitzorno, Bruno Tognolini y Alberto Melis.
La nueva ola iteraria de Cerdeña también se considera el resultado actual, a escala europea, de la producción literaria de varias personalidades eminentes como Grazia Deledda, Premio Nobel de Literatura en 1926, Emilio Lussu, Giuseppe Dessi, Gavino Ledda, Salvatore Satta y otros.